# ملعب إيرنان راميريز فييغاس
ملعب إيرنان راميريز فييغاس هو ملعَب مُتعدِّد الاستخدامات في بيريرا، كولومبيا. يُستخدَم حاليًا في الغالب لمُباريات كرة القدم. كما أنه موطن ديبورتيفو بيريرا. يستوعب الملعب 30,313 شخصًا. بُنيَ الملعب عام 1971. كان الاستاد قيد إعادة البناء لكأس العالم تحت 20 سنة عام 2011.